# یاسمن باتلاق
یاسمن باتلاق (نام علمی: Gelsemium rankinii) نام یک گونه از راسته گل‌سپاسی‌سانان است.